# Prado (kommun i Colombia, Tolima, lat 3,75, long -74,83)
Prado är en kommun i Colombia.   Den ligger i departementet Tolima, i den centrala delen av landet, 130 km sydväst om huvudstaden Bogotá. Antalet invånare är 8 761. Arean är 448 kvadratkilometer.
Terrängen i Prado är kuperad åt nordväst, men åt sydost är den bergig.